# Hasarius insularis
Hasarius insularis là một loài nhện trong họ Salticidae.
Loài này thuộc chi Hasarius. Hasarius insularis được Wanda Wesołowska & Antonius van Harten miêu tả năm 2002.